# Hans-Dieter Sues
Hans-Dieter Sues és un paleontòleg i conservador de paleontologia de vertebrats alemany del Museu Nacional d'Història Natural de la Smithsonian Institution a Washington.